# 买买提·尼牙孜哈日
买买提·尼牙孜哈日（1908年—1991年），新疆阿图什人，中华人民共和国政治人物。
担任塔城地区税务局局长、贸易公司经理，新疆工商联主任委员。1954年，当选第一届全国人民代表大会代表。